# Alžběta Frejková
Alžběta Frejková (geboren als Elisabeth Warnholtz, auch Elisabeth Henke-Warnholtz, 3. Oktober 1907 in Hamburg; gestorben 3. August 1990 in Prag) war eine deutsch-tschechoslowakische Schauspielerin.

## Leben
Elisabeth Warnholtz war eine Tochter des wohlhabenden hanseatischen Kaufmanns Ernst August Warnholtz und der Ida Marianne Ruperti, sie hatte fünf Geschwister. Elsbeth Warnholtz brach aus dem bürgerlichen Elternhaus aus und machte eine Schauspielausbildung bei Ilka Grüning in Berlin. Sie erhielt 1929 ein Engagement am Neuen Deutschen Theater in Prag. Sie trat in den nächsten Jahren in Stücken wie Der Biberpelz, Wallensteins Tod, Peer Gynt, Dantons Tod, Eine Frau ohne Bedeutung, Die Weber sowie in mehreren Shakespeare-Inszenierungen auf.
Nach der Machtübergabe an die Nationalsozialisten in Deutschland 1933 beschloss sie, im Ausland zu bleiben und heiratete in einer Scheinehe einen tschechoslowakischen Staatsbürger, um ihre Arbeitsgenehmigung nicht zu verlieren. 1934 organisierte sie am Theater einen Schauspielerstreik gegen die Verschlechterung der Arbeitsverträge. Sie wurde Mitglied im Klub tschechischer und deutscher Theaterkünstler und Mitglied der Kommunistischen Partei (KSČ) und gründete im Theater eine Parteizelle, diese Aktivitäten führte sie mit dem KP-Funktionär Ludwig Freund zusammen. Sie floh bei der deutschen Besetzung der Tschechoslowakei im März 1939 nach London. Dort hatte sie in der ersten Theaterproduktion der Exilorganisation Freier Deutschen Kulturbund (FDKB) einen Bühnenauftritt. Mit ihrer Hamburger Familie, die dem Nationalsozialismus anhing, hatte sie gebrochen.
Warnholtz und der tschechoslowakische Emigrant Ludwig Freund, der bereits einen 1932 geborenen Sohn Thomas (später Tomáš Frejka) hatte, bekamen im Januar 1945 die Tochter Hannah. Er kehrte im Juni 1945 nach Prag zurück und änderte seinen Namen in Ludvík Frejka. Er machte als Ökonom Karriere in der Führung der kommunistischen Partei und in der staatlichen Administration. Warnholtz kam im Oktober 1945 nach, sie heirateten 1946.
Er wurde als angeblicher Verschwörer 1952 im Slansky-Prozess zum Tode verurteilt und hingerichtet. Alžběta Frejková stellte ein Gnadengesuch, das abgelehnt wurde, und wurde nach der Ermordung ihres Mannes aus der Partei ausgeschlossen und in den Norden der Tschechoslowakei verbannt, wo sie als Fabrikarbeiterin sich und ihre Tochter Hana Frejková durchbringen musste. Die „Wahrheit der Partei“ und die Schuldzuweisungen an den Juden Freund hat sie jahrelang verinnerlicht. Die deutsche Sprache legte sie zum Leidwesen ihrer Tochter komplett ab. Nach 1956 durfte sie gelegentlich in einem Laientheater in Jablonec Regie führen. Ludvík Frejka wurde nach 1960 als Opfer des Stalinismus stückchenweise rehabilitiert, ihre Verbannung wurde aufgehoben. Frejková wurde wieder in die kommunistische Partei aufgenommen. Sie arbeitete als Dramaturgin an den Städtischen Theatern von Prag, später beim Kulturministerium, wo sie Theaterfestivals organisierte. Nach der Niederschlagung des Prager Frühlings 1968 gab sie allerdings das Parteibuch zurück.
Frejková hatte sporadische Filmengagements mit kleinen Nebenrollen. Für das Prager Theaterinstitut erstellte sie eine Dokumentation der Geschichte des deutschen Theaters in Prag für die Zeit von 1918 bis 1938. Ihre Tochter nahm 1973 den Kontakt zu der Hamburger Verwandtschaft auf. Sie wurde wie ihre Mutter Schauspielerin und schrieb eine Autobiografie.

## Schriften
- Dokumentace německých divadel v Praze 1918–1938. Prag: Strojopis, 1972

## Filme
- Held einer Nacht (1935)
- Nerozumím (1947)
- Ceremoniál (1966)
- Adelheid (1970)
- Chvojka (1970)
- …a pozdravuji vlaštovky (1972)